# Pseudoopsis humerosus
Pseudoopsis humerosus là một loài bọ cánh cứng trong họ Cerambycidae.